# Tuffy
Tuffy (sau Nibbles) este un șoarece gri care apare în seria de desene animate, Tom și Jerry. A apărut pentru prima oară în The Milky Waif (1946).

## Despre personaj
Tuffy stă aproape de Jerry și apare frecvent împreună cu el, în special în benzi desenate. El este perceput uneori ca fiind nepotul lui Jerry, dar uneori este menționat ca un orfan. În multe episoade, Tuffy este văzut mâncând foarte mult (îi este mereu foame). În prima sa apariție animată, el a fost lăsat la ușa lui Jerry, abandonat de părinții săi. Tom se bucură când îl prinde pe Tuffy mai mult decât atunci când îl prinde pe Jerry. Deși Tuffy a fost creat sub această denumire pentru benzi desenate, în 1942, la începutul apariției lui (din 1945) se numea Nibbles. Din 1950, șoarecele a fost numit Tuffy. Ciudat, în Tom și Jerry mai recente: "Inelul Magic", numele Nibbles a fost folosit din nou și personajul a fost descris ca un șoarece de companie pe care Jerry nu îl știe. În episodul "Cei doi muschetari", Tuffy vorbește în franceză și în engleză. De asemenea, el nu este nepotul lui Jerry, mai degrabă, el este fiul lui François Șoarecele, care nu apare, dar numele lui a apărut în două scrisori, în episodul "Touché, pisoiaș!

## Vocile
- Francoise Brun-Cottan: 1952-1958 (episoadele The Two Mouseketeers, Touche, Pussy Cat!, Tom and Cherie și Royal Cat Nap)
- Lucille Bliss: 1958 (episodul Robin Hoodwinked)
- Lou Scheimer: The Tom and Jerry Comedy Show
- Christine Cavanaugh: Tom și Jerry în copilărie
- Tara Strong: Tom și Jerry: Inelul fermecat
- Reece Thompson: Povești cu Tom și Jerry (1 episod)
- Chantal Strand: Povești cu Tom și Jerry (4 episoade), Tom și Jerry: Povestea spărgătorului de nuci
- Kath Soucie: Tom și Jerry îl întâlnesc pe Sherlock Holmes, Tom și Jerry și Vrăjitorul din Oz, Tom și Jerry: O aventură gigantică, Tom și Jerry se dau în spectacol, Tom și Jerry: Întoarcerea în Oz, Tom and Jerry: Willy Wonka și fabrica de ciocolată
- Alan D. Marriott: Tom and Jerry in Fists of Furry
- Nancy Cartwright: Tom and Jerry in War of the Whiskers